# Leonardo Melazzi
Leonardo Sebastián Melazzi Pinela (Montevideo, 4 febbraio 1991) è un calciatore uruguaiano, centrocampista dell'Uruguay Montevideo.

## Biografia
Possiede anche il passaporto italiano.

## Caratteristiche tecniche
Gioca prevalentemente come ala destra in un attacco a tre ma può essere anche utilizzato come seconda punta.

## Carriera

### Club
Cresciuto nelle giovanili del Danubio, fa il suo esordio in Primera División il 13 dicembre 2009 nella partita Rampla Juniors-Danubio (2-0) entrando al 56'. Nella sua prima stagione con i bianconeri colleziona altre tre presenze, tutte da titolare.
L'anno seguente gioca diciassette partite di cui due da titolare nella Primera División 2010-2011, andando a segno per la prima volta il 24 aprile 2011 in Danubio-Tacuarembó 3-1.
La sua terza stagione lo vede impiegato per diciotto partite (di cui una da titolare); il suo secondo gol con il Danu avviene il 14 dicembre 2011 in Danubio-Bella Vista 4-1.
In totale con la maglia del Danubio ha giocato, nelle sue prime tre stagioni da professionista, 39 partite di Primera División: 33 da subentrato e 6 da titolare, venendo sostituito in 5 casi.
Il 25 luglio 2012 esordisce in Copa Sudamericana in Danubio-Olimpia 0-0, giocando la partita da titolare e venendo sostituito al 68'. L'8 agosto gioca anche nella partita di ritorno disputata ad Asunción e conclusasi 2-1 per la squadra di casa, che sancisce l'eliminazione del Danu.
Il 31 agosto 2012 passa al Genoa in prestito; debutta con la maglia rossoblù il 16 settembre 2012 alla terza giornata di campionato contro la Juventus entrando in campo nel finale di partita.
Il 30 gennaio 2013 il Genoa risolve il prestito con il Danubio e lui ritorna in Uruguay. Qui, dopo un periodo al Danubio veste anche le maglie di Fénix e Miramar Misiones, per poi accasarsi nel 2014 al Lugano, formazione della Challenge League svizzera con la quale vince il campionato.
Nella stagione 2015-2016 gioca sempre in Challenge League ma con la maglia del Chiasso; nel gennaio del 2022 torna a giocare in patria, ai Rampla Juniors.

### Nazionale
L'esordio con l'Uruguay Under-20 è avvenuto il 24 ottobre 2010 nell'amichevole Messico-Uruguay (2-2); in questa partita segna anche la sua prima rete con la maglia della Celeste.
Nel 2011 viene inserito nella lista dei pre-convocati dell'Under-20 per la disputa del Sudamericano 2011 e del Mondiale 2011, senza essere incluso nella lista dei partecipanti effettivi alla manifestazione in nessuno dei due casi.

## Palmarès

### Club

#### Competizioni nazionali
- Challenge League: 1

Lugano: 2014-2015